# Morys Bruce
Morys George Lyndhurst Bruce (16 juin 1919 - 23 janvier 2005) est un homme politique conservateur, et de 1999 jusqu'à sa mort, l'un des quatre-vingt-dix pairs héréditaires restant à la Chambre des lords. Il a pour titre 4e baron Aberdare.

## Biographie
Il est le fils aîné de Clarence Bruce et Margaret Bethune Black, et succède à son père à la mort de ce dernier en 1957. Il fait ses études au Winchester College et au New College d'Oxford, où il étudie la politique, la philosophie et l'économie.
En 1939, il rejoint l'armée britannique, avec le grade de lieutenant dans les Welsh Guards ; il atteindra finalement le grade de capitaine, après avoir servi dans divers postes d'état-major avec le XII Corps, le 21e Groupe d'armées et le 30e Corps pendant et après la Seconde Guerre mondiale.
Il rejoint la J. Arthur Rank Organization en 1947, y travaillant pendant deux ans avant de rejoindre la BBC, où il travaille entre 1949 et 1956. En 1970, il devient ministre d'État auprès du ministère de la Santé et de la Sécurité sociale ; en 1974, il est nommé au Conseil privé et devient ministre sans portefeuille. Entre 1976 et 1992, il est président des comités de la Chambre des lords (vice-président de la Chambre des lords). En 1984, il est nommé Chevalier Commandeur de l'Ordre de l'Empire britannique, et il occupe divers postes au sein de l'Ordre de Saint-Jean de Jérusalem. Après que la House of Lords Act 1999 fasse partir les pairs héréditaires de la chambre des Lords, Lord Aberdare est devenu l'un des 92 pairs héréditaires élus pour rester.
Le 24 août 1992, il inaugure officiellement le nouveau stade de football de Chester City, le Deva Stadium.
Morys Bruce est un adepte de longue date du vrai tennis, remportant le championnat britannique de simple amateur à quatre reprises entre 1953 et 1957, et le championnat de double amateur à quatre reprises entre 1954 et 1961. Il est président de la Tennis and Rackets Association de 1972 à 2004. Au cours de son mandat, il y a eu une expansion significative à la fois du vrai tennis et des raquettes, et un certain nombre de nouveaux courts ont été construits tandis que plusieurs autres ont été rouverts. Son livre, The JT Faber Book of Tennis and Rackets (Londres: Quiller Press, 2001. (ISBN 1-899163-62-X)), est la référence moderne la plus complète pour ces sports.
Morys Bruce est président du London Welsh Trust, qui dirige le London Welsh Centre, de 1959 à 1962 et de 1969 à 1970 .

## Famille
En 1946, il épouse Maud Helen Sarah Dashwood, fille de Sir John Lindsay Dashwood, 10e baronnet et Helen Moira Eaton. Ils ont quatre enfants:
- Alastair Bruce (né le 2 mai 1947)
- James Henry Morys Bruce (né le 28 décembre 1948),
- Henry Adam Francis Bruce (né le 5 février 1962),
- Charles Benjamin Bruce (né le 29 mai 1965)